# Serge Bacou
Serge Bacou (20 de julio de 1947, Toulouse, Occitania) es un expiloto de rallies francés, campeón nacional e internacional en multiples ocasiones.

## Carrera deportiva
Es motociclista francés especialista de enduro y rally raid. Empezando compitiendo en el campeonatos regionales de Francia a bordo de una moto Bultaco 500cc.
En 1971 se consagro campeón en 2 categorías del campeonato francés de motocross, en 500cc y 250cc. Llegando a ganar dicho certamen en siete ocasiones.
En 1980 ganó el Enduro de Le Touquet con la escudería Yamaha, a partir de esa victoria, decidió empezar a competir en torneos de rally raid, entre ellos el Rally Dakar logrando un subcampeonato en su debut en el Rally Dakar de 1981 por detrás de Hubert Auriol.
En 1984 ganó el Baja Aragón en su segunda edición junto a Chuck Stearns, además en el Rally Dakar de 1984 supero su logro personal de etapas ganadas con 5, sin embargo tras perderse en la etapa maratón, quedo en la novena posición.
En la edición 1988 cambió de escudería a Cagiva, logrando la decima posición y ganando sus ultimas etapas en el Dakar.

## Palmarés
| Año     | Título                          | Categoría   |
| ------- | ------------------------------- | ----------- |
| 1971    | Campeonato francés de Motocross | 500cc 250cc |
| 1972    | Campeonato francés de Motocross | 500cc       |
| 1973    | Campeonato francés de Motocross | 500cc       |
| 1974    | Campeonato francés de Motocross | 500cc       |
| 1975    | Campeonato francés de Motocross | 500cc       |
| 1976    | Campeonato francés de Motocross | 500cc       |
| 1977    | Campeonato francés de Motocross | 500cc       |
| 1980    | Enduro de Le Touquet            | 500cc       |
| 1983    | Rally del Atlas                 | Motos       |
| 1984    | Rally del Atlas                 | Motos       |
| 1984    | Baja Aragón                     | Motos       |
| 1985    | Rally de Argelia                | Motos       |
| 1986    | Rally de Argelia                | Motos       |
| Fuente: |                                 |             |

## Resultados

### Campeonato Mundial de Motocross
| Año  | Vehículo | Categoría | Posición |
| ---- | -------- | --------- | -------- |
| 1969 | Bultaco  | 500 cc    | 35.º     |
| 1972 | Bultaco  | 500 cc    | 25.º     |
| 1973 | Bultaco  | 500 cc    | 32.º     |

### Rally Dakar
| Año     | Clase | Vehículo | Posición | Etapas |
| ------- | ----- | -------- | -------- | ------ |
| 1981    | Motos | Yamaha   | 2.º      | 3      |
| 1982    | Motos | Yamaha   | Ret.     | 1      |
| 1983    | Motos | Yamaha   | 5.º      | 2      |
| 1984    | Motos | Yamaha   | 9.º      | 5      |
| 1985    | Motos | Yamaha   | Ret.     | -      |
| 1986    | Motos | Yamaha   | Ret.     | -      |
| 1987    | Motos | Yamaha   | 7.º      | 1      |
| 1988    | Motos | Cagiva   | 10.º     | 2      |
| 1989    | Motos | Ecureuil | 10.º     | -      |
| Fuente: |       |          |          |        |